# Caesar IV
Caesar IV je budovatelská strategie ze série Caesar vydaná v roce 2006 společností Tilted Mill. Od předchůdce se liší hlavně přechodem z isometrického 3D na plně realistické 3D. Jistých změn doznal i herní systém, tou největší změnou je rozdělování obyvatelstva na jednotlivé kasty už při stavbě obydlí, na výběr jsou 3 typy, domy plebejců, domy občanů specialistů a honosné vily patricijů. Přibylo také několik budov a produktů/výrobků. Hra je rozdělena na tři hlavní části, dle historického vývoje římského impéria. Část první je nazvána podle rané formy Římského státu - Království a ve hře slouží jako výuková. Další části hry jsou Republika a Císařství. Před začátkem každého scénáře máte možnost zvolit si buď poklidnou provincii s vysokými požadavky na prosperitu a kulturu nebo nebezpečnou provincii s nízkými nároky ale s vysokou pravděpodobností nepřátelské invaze nebo nájezdu místních kmenů. Během hry si projdete všechny posty od pouhého občana až k Caesarovi.

## Obyvatelstvo
Obyvatelstvo se dělí na 3 kasty, podle domu, který je jim postaven. Každá vrstva obyvatelstva má rozdílné potřeby a zastává různé posty ve správě vašeho města. Plebejci pracují většinou v oblasti prvovýroby, dílnách a dopravě, jejich nároky nejsou nijak velké, další vrstvou jsou občané odborníci, jejich doménou jsou služby, zdravotnictví a státní správa, jejich obydlí jsou rozměrnější a mají nároky na zásobování a vzhled okolí svého domu, nejnáročnější skupinou obyvatel jsou patricijové, jejich honosné paláce zabírají mnoho místa a jejich nároky na zásobování a vzhled okolí jsou velmi vysoké.

### Plebejci
Plebejci jsou nejnižší a nejpočetnější kastou římské společnosti. Zastávají ty nejtěžší práce jako je prvovýroba, zemědělství, těžba surovin, výroba zboží, doprava, bezpečnost a další náročné profese. Nároky plebejců jsou velmi nízké, na základní úrovni jim k životu stačí jeden druh jídla a voda ze studny, pro rozvoj jejich komunity je třeba dodávat ještě jeden druh základního zboží a vodu z kašny. Domy plebejců na nejvyšší úrovni jsou schopny pojmout velké množství lidí, jsou však náchylnější k požáru či zhroucení.

### Eqvité
Svobodní římští občané, kterým se dostalo dobrého vzdělání a původu tvoří střední třídu římské společnosti, jsou sice méně početní než plebejci, ale prosperující město se bez nich neobejde. Zastávají širokou škálu profesí, jako zásobování vodou, nemocnice a kliniky, náboženství, výcvik armády, kultura a v neposlední řadě výběr daní. Nároky jejich obydlí jsou mnohem vyšší. Vyžadují vydatný přísun základního i luxusního zboží, mnoha druhů potravin a přístup k rozmanitým službám jako jsou divadla, knihovny, školy, chrámy, lázně a další. Svobodní občané si na zakládají také na své bezpečnosti a proto pro vývoj jejich obydlí na vyšší úrovně vyžadují vybudování městských hradeb.

### Patriciové
Patricijové jsou elitou římské společnosti, jsou vznešeného původu a disponují velkým majetkem. Patriciové nepracují, ale z jejich obydlí plynou daně a v prosperující město se bez nich prostě neobejde (město bez patricijů dosáhne maximální úrovně prosperity 25). Patricijské paláce vyžadují přísun všech druhů jídla a zboží, kromě základních a luxusních druhů zboží, požadují i exotické zboží z dovozu jako například koření, slonovinu a hedvábí. Vysoká úroveň zdravotnické péče je pro patricije samozřejmostí a pro pobavení nim rozhodně nestačí místní divadlo a několik herců, patricijové vyžadují kolosea s gladiátory a divokou zvěří a vzrušující závody na hippodromu. Přístup do náboženských zařízení je životně důležitý a čím větší chrám, tím lépe. Patriciové jsou velmi nároční ale za splnění jejich mnohdy až absurdních potřeb vás odmění vysokými daněmi a růstem ukazatele prosperity vašeho města.

## Plodiny, suroviny a výrobky
Toto je doména plebejců, pěstování, těžba a zpracování surovin je plně v jejich režii. Zboží je ve hře rozděleno na: jídlo,suroviny, základní zboží, luxusní zboží, exotické zboží a zbraně. Zásoby jídla jsou skladovány v sýpkách a občané si jej mohou koupit v obchodech. Sýpka může přijímat všechny druhy potravin, její zaměstnanci však mohou dostat povel k shromažďování pouze vybraných druhů. Potraviny v sýpce vydrží nekonečně dlouho a nehrozí jejich zkažení. K produkci potravin je třeba vlastnit pole a farmu, pole může být umístěno pouze na úrodné zemi (značena tmavším odstínem zelené), každá farma dokáže obhospodařovat dvě pole.
Zdroje surovin jako doly jsou na mapě již od počátku a není nutno je stavět, stačí do jejich blízkosti umístit příslušnou budovu a pracovníci si zdroj najdou sami. Specifická je produkce dřeva, stromy musí po pokácení dorůst, zůstávají tak po nich pařezy které brání stavbě budov. Vytěžené suroviny se skladují ve skladištích, pokud je skladiště přeplněné, zůstávají suroviny v budově kde jsou produkovány až do počtu 8 jednotek, pak budova přeruší práci.
Výroba je základ ekonomiky, snažte se exportovat hotové výrobky a dovážet pouze suroviny. Výrobní dílny poskytují práci mnoha plebejcům. Produkce v dílnách je zcela odkázaná na přísun surovin a to buď z vlastních zdrojů, nebo z dovozu, v mnoha scénářích se dostanete do situace že budete muset dovážet některé suroviny pro provoz vašich dílen, zejména železo na výrobu zbraní. Některé dílny, jako příklad sklárna, pracují s otevřeným ohněm a zvyšují riziko požáru, je tady nutný zvýšený protipožární dohled. Dílny produkují základní a luxusní zboží. Základní zboží zahrnuje: nádobí, oblečení, olivový olej a sklo, mezi luxusní zboží se řadí: nábytek, příbory, víno a šperky. Exotické zboží nelze vyrábět a je tedy nutné jej dovážet.
Výroba zbraní a brnění je sice náročná, ale pro vlastní obranu je nezbytná a pro export znamená významný zdroj příjmů. V některých scénářích se dostanete do situace že zbraně budete muset dovážet.

## Obchod
Caesar IV jako i předchozí hry v sérii, rozděluje obchodní aktivity na vnitřní trh (vlastní spotřeba města) a meziměstský/mezinárodní obchod. Profit z místní spotřeby není přímý, zisk plyne až z daní vybíraných v obchodech. Export zboží za hranice vašeho města představuje významný zdroj příjmů. Otevření obchodní trasy je podmíněno zaplacením poplatku, jeho výše je různá podle vzdálenosti a druhu obchodní cesty. Obchodní trasy jsou dvojího druhu, pozemní a námořní. Každé město je schopno, nebo ochotno, dovést či vyvést pouze určité množství daného zboží. Toto množství se někdy může zvýšit. Ceny jsou řízeny z Říma a mohou se měnit, nejhodnotnější je však exotické zboží, luxusní výrobky a zbraně. K námořnímu obchodování je nutné vlastnit přístav, pro pozemní obchod je nutné obchodní skladiště.

## Říše
Čas od času vám přijde požadavek z Říma, může se jednat o dodávku zboží, nebo vyslání vojska. Splněním v řádném termínu se zvýší vaše reputace u Caesara, při nedodržení termínu se zvýší jen nepatrně a když zboží nedodáte vaše hodnocení klesne. Při vysílání vojenských jednotek můžete vybrat které jednotky vyšlete a dále je zobrazena jejich šance na úspěch. Za úspěch ve velkém tažení dostanete povolení ke stavbě vítězného oblouku. Další možností jak ovlivnit vaše hodnocení v Římě je posílání darů Caesarovi, obdarování města a výše vašeho platu.

## Vojenství
Údržba armády je ve čtvrtém pokračování o něco složitější, potřebujete postavit řadu budov o jejichž chod se starají odborníci z řad občanů. V prvé řadě potřebujete zbraně a brnění, dále musíte mít jídelnu pro své vojsko, náborové středisko, pevnost a pro trénink elitních legionářů je nutný výcvikový tábor. Ozbrojené složky se dělí na lehké: lehká pěchota, kopiníci a těžké těžká pěchota a jízda. Lehce vyzbrojené jednotky nepotřebují brnění a jejich výcvik není časově náročný, bojová hodnota lehké pěchoty je však nízká a kopiníci bez podpory rychle podléhají. Těžká pěchota je sice pomalejší ale zato velmi dobrá v boji. Jízda je rychlá silná a hodí se proto obléhacím strojům. Váš vojenský poradce vás informuje o bezpečnostní situaci v provincii a v případě hrozící invaze se můžete vyplatit nebo bojovat. Když bude vaše město mít podporu boha Marse, legie budou mít lepší morálku a některým legiím Mars vylepší bojové schopnosti. Lepší bojové připravenosti lze dosáhnou vysláním legií na cvičiště.
Městské hradby jsou dobrým prostředkem obrany, součástí hradeb jsou věže a brány, které jsou obsluhovány plebejci. Hradby dokáží zadržet nájezdy místních kmenů a slabší armády, dobře vybavené armádě s obléhacími zbraněmi však neodolají. Během boje nelze stavět žádné stavby. Morálka prohrávajících jednotek klesá, až se dostane na minimum a zbývající vojáci se rozprchnou. Při obraně města pomáhají i prefekti, v boji moc nevynikají a nepřítele pouze trochu zdrží.

## Vybavení města

### Bezpečnost
O bezpečnost v ulicích a protipožární ochranu se starají prefekti. Prefekti sídlí v prefekturách a rekrutují se z řad plebejců. Ochranu budov před zhroucením zajišťují inženýři ze stanice statiků.

### Vzdělání a kultura zdravotnictví
Vzdělání zajišťují školy, knihovny a akademie. Učitelé a knihovníci pochází z řad střední třídy. Vzdělání je nezbytné pro rozvoj obydlí Patricijů a středních vrstev, poskytnutí vzdělání plebejcům zvýší celkové hodnocení kultury města.
Kultura velmi důležitý ukazatel vyspělosti vašeho města. Celková hodnota kultury závisí na dostupnosti kulturních institucí jako jsou: divadla, amfiteatry, odeonny, kolosea a hippodrom. Kulturní instituce vyžadují relativně velké množství pracovníků z řad střední vrstvy.
Zdravotní stav obyvatelstva je důležitý, proto je důležité dbát na dostupnou zdravotní péči pro všechny vrstvy obyvatelstva. Patricijové mají nároky vyšší, pro ně je tu holičství a lázně. Při nízké úrovni zdravotnictví dochází k šíření nemocí.

### Náboženství
Náboženství hraje velkou roli. Dobrá úroveň náboženství ve městě se pozitivně odráží v podpoře bohů, Mars poskytuje bonusy legiím, Ceres zlepšuje úrodu, Merkur zvyšuje účinnost obchodu, apod. Rozzlobený bůh vám naopak uškodí. Bohy potěší stavba chrámů a pořádání festivalů.

### Zásobování vodou
Základní zdroj vody je studna, ta však stačí pouze plebejcům. Vyšší vrstvy obyvatelstva potřebují vodu z kašny a patricijové dokonce potřebují vodovod přímo ve svém domě. Zásobování vodou probíhá následovně: voda je pumpována pumpou do sítě akvaduktů, které ústí do reservoárů, ty pak dopravují vodu do fontán, paláců patricijů a lázní. Zaměstnanci vodovodní sítě pochází ze střední třídy.